# Čestmír Řanda

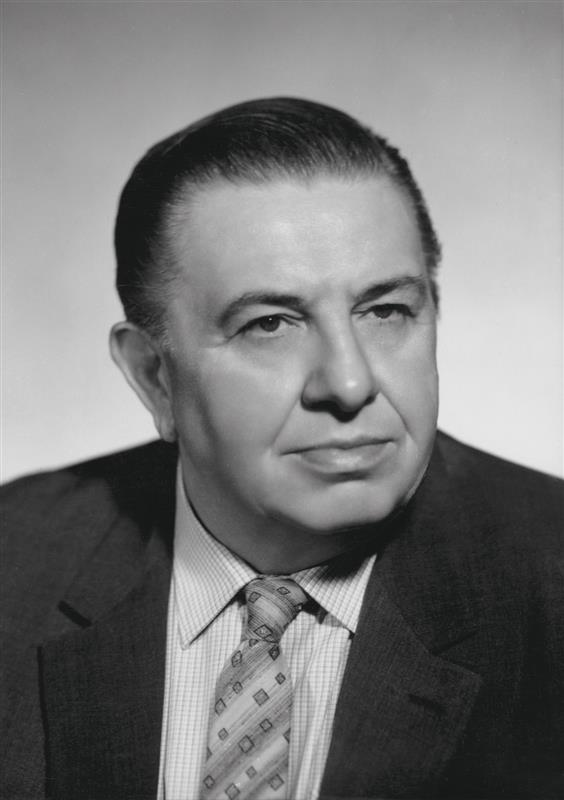
Čestmír Řanda

Čestmír Řanda (* 5. Dezember 1923 in Rokycany; † 31. August 1986 in Prag) war ein tschechoslowakischer Schauspieler, Synchronsprecher und Theaterregisseur. 

## Leben
Nach dem Konservatorium spielte Řanda am Theater von Pilsen (1948–1960), er führte dort auch teils Regie. Von 1960 bis 1966 war er am Prager Theater in Vinohrady beschäftigt. Von 1966 bis zu seinem Tod 1986 war er Mitglied des Nationaltheaters.

## Filmografie (Auswahl)
- 1953: Krejčovská povídka
- 1957: Bomba
- 1968: Rakev ve snu viděti…
- 1970: Mein Herr, Sie sind eine Witwe (Pane, vy jste vdova!)
- 1974: Wie soll man Dr. Mráček ertränken? oder Das Ende der Wassermänner in Böhmen (Jak utopit dr. Mráčka aneb Konec vodníků v Čechách)
- 1975: Nejmladší z rodu Hamrů
- 1976: Bouřlivé víno
- 1976: Wie Honza beinahe König geworden wäre (Honza málem králem)
- 1977: Wie wäre es mit Spinat? (Což takhle dát si špenát)
- 1977: Ikarův pád
- 1980: Die Märchenbraut (Arabela)
- 1981: Okres na severu
- 1982: Dobrá Voda
- 1983: Tažní ptáci
- 1983: Der fliegende Ferdinand (Létající Čestmír)
- 1984: Der Wunschkindautomat (Bambinot)